# FIDeS (Netzwerk)
Das unter der Förderung des Bundesministerium für Bildung und Forschung entstandene Frühwarn- und Intrusion Detection System FIDeS soll auf Basis von aktuellen Forschungsergebnissen zur Künstlichen Intelligenz (KI) Lösungen entwickeln, um Angriffe auf Regierungssysteme zu analysieren und die Durchführung von Gegenmaßnahmen zu unterstützen.
Ziel des Projekts ist, ein Assistenzsystem zu entwickeln, das dabei hilft, die Angriffserkennung und die anschließende forensische Analyse zu verbessern.